# إيدي بوردن
إيدي بوردن (بالإنجليزية: Eddie Borden)‏ هو ممثل أمريكي، ولد في 1 مايو 1888 في الولايات المتحدة، وتوفي في 30 يونيو 1955 بهوليوود في الولايات المتحدة.

## أعمال

### أفلام
- (1927) اليمامة

## وصلات خارجية
- إيدي بوردن على موقع IMDb (الإنجليزية)
- إيدي بوردن على موقع قاعدة بيانات الفيلم (الإنجليزية)